# Panolis clausa
Panolis clausa là một loài bướm đêm trong họ Noctuidae.